# Ultima: Runes of Virtue
Ultima: Runes of Virtue é uma série de jogos eletrônicos com dois títulos, derivada da série Ultima. Ultima: Runes of Virtue foi lançado para Game Boy em 1991, e Ultima: Runes of Virtue II foi lançado para a mesma plataforma em 1993 e para Super Nintendo Entertainment System em 1994. Runes of Virtue é o jogo favorito de Richard Garriott da série Ultima além dos jogos para computador, por ter sido criado desde o início como um jogo para Game Boy, e não como uma adaptação.

## Jogabilidade
O personagem do jogador pode ser escolhido entre quatro diferentes: Mariah, a maga, Iolo, o bardo, Dupre, o lutador, ou Shamino, o patrulheiro. O objetivo do jogador é recuperar as oito Runas da Virtude que foram roubadas pelo Cavaleiro Negro. Essas runas estão escondidas em cavernas espalhadas por Britannia, repletas de vários monstros e quebra-cabeças. O jogo é retratado em uma perspectiva de cima para baixo, semelhante a Gauntlet. A sequência incumbe o jogador de resgatar oito prefeitos sequestrados pelo Cavaleiro Negro, cada um deles com uma runa. O modo multijogador para dois jogadores está disponível via cabo Game Link nas versões para Game Boy.

## Recepção
A GamePro disse que “Runes é uma caça ao tesouro de fantasia padrão com alguma virtude, mas sem surpresas”. Em uma análise da versão para Game Boy da sequência, eles observaram que “RoV II não é particularmente rápido, e os controles estão apenas um pouco acima da média. No entanto, os quebra-cabeças são sólidos, e esse jogo funciona melhor do que seu antecessor.” Em uma análise da versão para SNES, eles escreveram: “Um aventureiro experiente, sem dúvida, achará Runes of Virtue básico demais para ser apreciado como um Ultima completo, mas provavelmente ainda ficará encantado com os gráficos e a simplicidade de suas missões.”
A Nintendo Power disse que Runes of Virtue rivaliza com o escopo e o entusiasmo de The Legend of Zelda. A GB Action chamou o jogo de “punitivo, mas envolvente”.